# Michael Noack (Zahnmediziner)

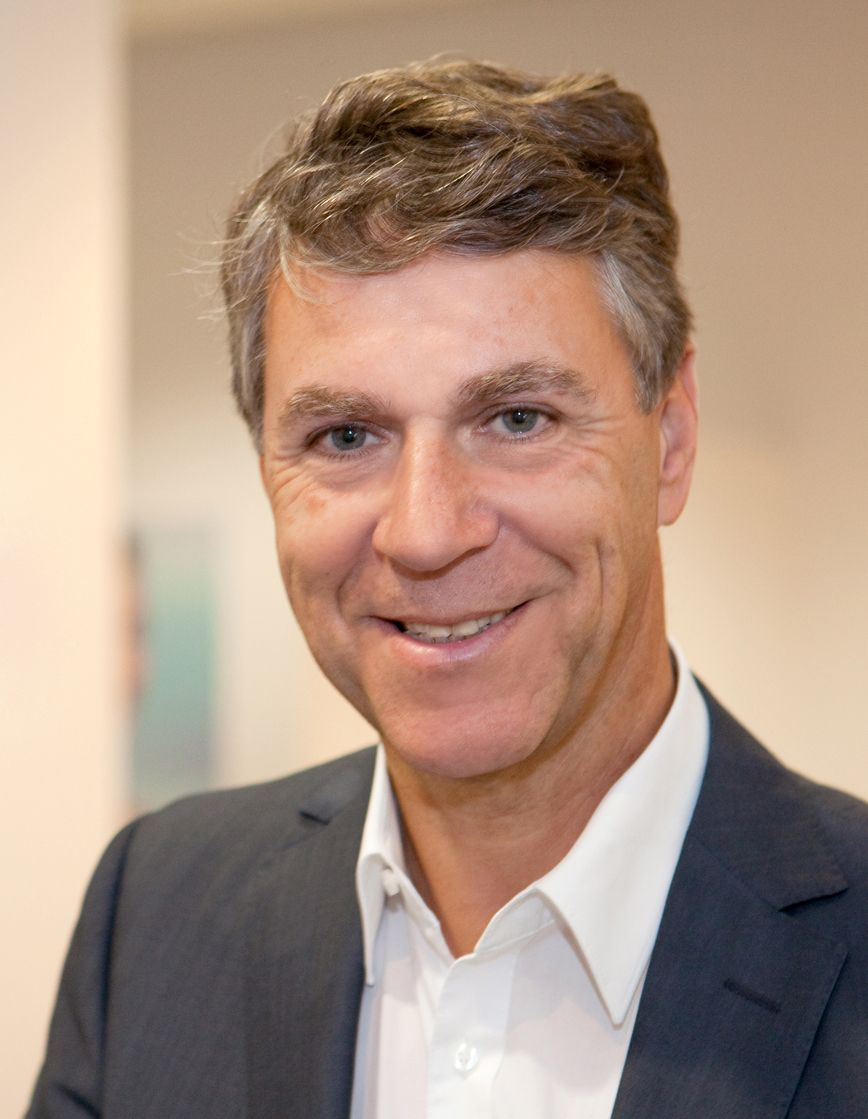
Michael J. Noack

Michael Noack (* 9. November 1955 in Berlin-Charlottenburg) ist ein deutscher Zahnarzt. Er war Universitätsprofessor am Zentrum für Zahn-, Mund- und Kieferheilkunde sowie Direktor der Poliklinik für Zahnerhaltung und Parodontologie am Universitätsklinikum der Universität zu Köln. Zu seinen wissenschaftlichen Schwerpunkten zählen die Minimal-invasive Kariestherapie und die Präventivzahnmedizin.

## Leben
Noack wuchs als Sohn des Oralchirurgen Friedrich-Karl Noack und der Zahnärztin Gisela Noack in Berlin-Reinickendorf auf. 1977 erhielt er die Zulassung für das Studium der Zahnmedizin an der Freien Universität Berlin. Während des Studiums war er Tutor am Institut für Biochemie und Molekularbiologie der Freien Universität Berlin. Nach seiner Approbation zum Zahnarzt 1982 war er wissenschaftlicher Mitarbeiter auf dem Gebiet der Zahnerhaltung und Parodontologie an der FU Berlin und an der Abteilung für Zahnerhaltung der Polikliniken Nord der FU Berlin. 1986 wurde er promoviert und war bis 1994 Oberarzt und Hochschulassistent an der FU Berlin. Nach seiner Habilitation 1994 erhielt Noack die Lehrbefugnis für die Freie Universität Berlin sowie ein Jahr später für die Humboldt-Universität zu Berlin. Von 1993 bis 2010 war er Chefredakteur der zahnmedizinischen Fachzeitschrift Die Quintessenz des Quintessenz Verlags. Noack folgte 1996 dem Ruf an die Universität zu Köln und leitete bis 2011 als geschäftsführender Direktor das Zentrum für Zahn-, Mund- und Kieferheilkunde des Klinikums der Universität zu Köln. Aktuell ist Noack Lehrstuhlinhaber und Direktor der Poliklinik für Zahnerhaltung und Parodontologie der Uniklinik der Universität zu Köln. Außerdem ist er wissenschaftlicher Berater unter anderem für Firmen wie Colgate, Johnson & Johnson, Dentsply und Philips. Seit 2006 ist er Mitglied der Ethikkommission der Medizinischen Fakultät der Universität zu Köln.

## Wissenschaftlicher Beitrag
Zu Beginn seiner Forschungstätigkeit in Berlin standen Amalgamersatz und zahnfarbene Restaurationen im Mittelpunkt. Neben der Entwicklung von Seitenzahnkompositen wurden die ersten grundlegenden Arbeiten über adhäsiv-befestigte zahnfarbene Inlays insbesondere auch mittels Ultraschalleinsetztechnik publiziert. An der Universität zu Köln wurden die Forschungsthemen medizinisch-orientierter und stärker auf Kariologie fokussiert. Es entstanden Arbeiten zur Kariesdiagnostik, zur Therapieentscheidung sowie über Arzt-Patienten-Kommunikation einschließlich partizipativer Entscheidungsfindung. Aktuelle klinische Studien befassen sich mit der Prävention von Zahn-, Mund- und Kieferkrankheiten sowie mit beweis-gestützter Zahnmedizin (Evidenzbasierte Medizin). Die Forschungsarbeiten führten sowohl in der Krankenversorgung als auch in der Lehre zu einer Implementierung im klinischen Alltag. So wird insbesondere seit 1998 am Kölner Zentrum schonend minimal-invasiv exkaviert und Karies ggf. versiegelt. Das OSCE-Prüfungsformat und Peer-Teaching-Lehrformen sind seit 2006 im Curriculum verankert. Das von Noack 2009 entwickelte Konzept eines Neubaus der Zahnklinik nach medizindidaktischen Grundsätzen konnte durch Mittel des Konjunkturpakets II realisiert werden. Der Neubau ist seit 2011 in Betrieb und auch wissenschaftlich begleitet worden. Das Engagement von Noack lässt sich an weltweit über 350 wissenschaftlichen Vorträgen ablesen.

## Auszeichnungen
Als Erstautor erhielt Noack 1987 den Preis der Deutschen Gesellschaft für Zahnerhaltung für die beste Posterpräsentation eines nicht-habilitierten Wissenschaftlers. Aufgrund seiner Fortbildungstätigkeit als Referent, Tagungsleiter und als Chefredakteur der zahnmedizinischen Fachzeitschrift Die Quintessenz erhielt Noack 2013 anlässlich des Deutschen Zahnärztetages in Frankfurt die Ehrenmedaille der Deutschen Gesellschaft für Zahn-, Mund- und Kieferheilkunde: „für die Verdienste im Rahmen der langjährigen Mitgestaltung des wichtigen Transformationsprozesses von der Wissenschaft zur Umsetzung in die praktische Tätigkeit und das dadurch entstandene exzellente Niveau der Fortbildungen“.

## Mitgliedschaften in wissenschaftlichen Vereinigungen
Noack ist unter anderem Mitglied in den folgenden wissenschaftlichen Vereinigungen: Internat. Association for Dental Research, Deutsche Gesellschaft für Zahn-, Mund- und Kieferheilkunde, Deutsche Gesellschaft für Zahnerhaltung, Deutsche Gesellschaft für Parodontologie, Vereinigung der Hochschullehrer der ZMK und das Deutsche Netzwerk Evidenzbasierte Medizin.